# Associação Portuguesa de Apoio à Vítima
A APAV - Associação Portuguesa de Apoio à Vítima MHL é uma instituição particular de solidariedade social fundada em 1990.
A Associação Portuguesa de Apoio à Vítima (APAV) é uma instituição particular de solidariedade social, pessoa coletiva de utilidade pública, que tem como objetivo estatutário promover e contribuir para a informação, proteção e apoio aos cidadãos vítimas de infrações penais.
Trata-se de uma organização sem fins lucrativos e de voluntariado, que apoia, de forma individualizada, qualificada e humanizada, vítimas de crimes, através da prestação de serviços gratuitos e confidenciais.
Fundada em 25 de Junho de 1990, é uma instituição de âmbito nacional, localizando-se a sua sede em Lisboa. A 9 de Junho de 2015, foi feita Membro-Honorário da Ordem da Liberdade.
Para a realização do seu objetivo, a APAV propõe-se, nomeadamente:
- Promover a proteção e o apoio a vítimas de infrações penais, em particular às mais carenciadas, designadamente através da informação, do atendimento personalizado e encaminhamento, do apoio moral, social, jurídico, psicológico e económico;
- Colaborar com as competentes entidades da administração da justiça, polícias, de segurança social, da saúde, bem como as autarquias locais, regiões autónomas e outras entidades públicas ou particulares;
- Incentivar e promover a solidariedade social, designadamente através da formação e gestão de redes de cooperadores voluntários e do mecenato social, bem como da mediação vítima-infrator e outras práticas de justiça restaurativa;
- Fomentar e patrocinar a realização de investigação e estudos sobre os problemas da vítima, para a mais adequada satisfação dos seus interesses;
- Promover e participar em programas, projetos e ações de informação e sensibilização da opinião pública;
- Contribuir para a adoção de medidas legislativas, regulamentares e administrativas, facilitadoras da defesa, protecção e apoio à vítima de infracções penais, com vista à prevenção dos riscos de vitimização e atenuação dos seus efeitos;
- Estabelecer contactos com organismos internacionais e colaborar com entidades que em outros países prosseguem fins análogos.

## Serviços de Proximidade
Os serviços de apoio à vítima da APAV assentam as suas respostas de atendimento, apoio e acompanhamento a vítimas de crime e/ou de violência, suas famílias e/ou pessoas amigas numa abordagem de proximidade e de acessibilidade. São, por isso, designados serviços de proximidade.
A proximidade refere-se à presença física da APAV em diversos municípios do país, através dos seus diversos serviços de apoio à vítima, possibilitando o apoio próximo às pessoas e comunidades, inclusivamente pelo atendimento e apoio em itinerância.
A abordagem de proximidade da APAV é também evidenciada através da criação de serviços de apoio à vítima à distância. Com abrangência nacional, o apoio à distância a vítimas de crime e/ou de violência, suas famílias e/ou pessoas amigas pode ser prestado por diversos meios, de entre os quais o apoio telefónico, mas também o apoio online através de diferentes canais/ferramentas de comunicação.

### Gabinetes de Apoio à Vítima (GAV), Equipas Móveis de Apoio à Vítima (EMAV) e Pólos de Atendimento em Itinerância
Os serviços de proximidade da APAV têm a sua expressão mais forte na Rede Nacional de Gabinetes de Apoio à Vítima (GAV), nas Equipas Móveis de Apoio à Vítima (EMAV) e nos Pólos de Atendimento em Itinerância, marcando presença em diversos concelhos do país:
- 21 Gabinetes de Apoio à Vítima (GAV), enquanto serviços locais permanentes de apoio à vítima: Almada, Alto Alentejo Oeste (Ponte de Sor), Braga, Cadaval, Cascais, Coimbra, DIAP Braga, DIAP Faro, Faro, Lisboa, Loulé, Odivelas, Oeiras, Paços de Ferreira, Ponta Delgada, Portimão, Porto, Santarém, Setúbal, Tavira e Vila Real;
- 4 Equipas Móveis de Apoio à Vítima (EMAV), que garantem, em estreita cooperação com os municípios que integram cada território/região, o apoio, atendimento e acompanhamento, numa lógica de itinerância e mobilidade, a vítimas de crime e/ou de violência, familiares e/ou pessoas amigas: Algarve, Alto Alentejo Oeste, Douro e Lezíria do Tejo;
- 32 Pólos de Atendimento em Itinerância, para o apoio em itinerância a vítimas de crime e/ou de violência, familiares e/ou pessoas amigas, em ligação com as EMAV e os GAV: Albufeira, Alcoutim, Alijó, Almeirim, Alpiarça, Alter do Chão, Avis, Azambuja, Bairro dos Navegadores (Oeiras), Benavente, Cartaxo, Castro Marim, Chamusca, Coruche, Crato, Fronteira, Gavião, Golegã, Lagoa, Mesão Frio, Murça, Nisa, Olhão,Peso da Régua, Rio Maior, Sabrosa, Salvaterra de Magos, Santa Marta de Penaguião, São Brás de Alportel, Silves, Sousel e Vila Real de Santo António.

### Sistema Integrado de Apoio à Distância (SIAD)
É o serviço de proximidade da APAV que promove o atendimento e o apoio à distância a vítimas de crime e/ou de violência, suas famílias e/ou pessoas amigas. Trata-se de um sistema que integra, através de plataformas tecnológicas, o serviço de apoio telefónico da Linha de Apoio à Vítima (116 006) e da Linha Internet Segura (800 219 090), bem como o apoio online disponibilizado através das redes sociais da APAV, por videochamada e o Serviço de Vídeo Intérprete de Língua Gestual (Serviin). As linhas telefónicas funcionam de segunda a sexta, entre as 8h e as 22h.

### Sub-redes Especializadas
A APAV dispõe ainda de 3 sub-redes de apoio especializado destinadas ao atendimento, apoio e/ou acompanhamento de determinados grupos de vítimas:
- CARE — Rede de Apoio a Crianças e Jovens Vítimas de Violência Sexual: a Rede CARE presta apoio psicológico, social e jurídico a crianças e jovens vítimas de violência sexual, seus familiares e/ou pessoas amigas. Conta com técnicos/as de apoio à vítima especializados/as, distribuídos pelo território nacional;
- RAFAVHT — Rede de Apoio a Familiares e Amigos de Vítimas de Homicídio e de Vítimas de Terrorismo: a RAFAVHT tem âmbito nacional e apresenta-se como uma resposta especializada, combinando apoio prático, social, psicológico e/ou jurídico, em função das necessidades de familiares e/ou amigos/as de vítimas de homicídio, de vítimas de homicídio na forma tentada e de vítimas de terrorismo;
- UAVMD — Unidade de Apoio à Vítima Migrante e de Discriminação: a UAVMD é uma sub-rede de apoio especializado a pessoas de nacionalidade não portuguesa - imigrantes, refugiados ou pessoas que se encontrem em Portugal temporariamente por outros motivos - que tenham sido vítimas de qualquer tipo de crime. Intervém ainda em alguns tipos de crime, independentemente da nacionalidade da vítima, nomeadamente: tráfico de pessoas, mutilação genital feminina, casamento forçado, crimes de ódio e discriminação, bem como nas situações de discriminação enquanto contraordenação.

### Acolhimento
As respostas de acolhimento residencial para mulheres vítimas de violência doméstica e suas crianças e para vítimas de tráfico de seres humanos representam o quarto pilar dos serviços de proximidade da APAV, assegurando o acolhimento e alojamento temporário, bem como a proteção e o apoio e acompanhamento.
A APAV coordena um centro de acolhimento e proteção para vítimas de tráfico de seres humanos e duas casas de abrigo para mulheres vítimas de violência doméstica e suas crianças. No acolhimento de mulheres vítimas de violência doméstica e suas crianças, a APAV disponibiliza também acolhimento de emergência, para o alojamento urgente e em situação de crise, visando a proteção e a segurança imediatas da mulher vítima e dos/as filhos/as a cargo.